# Động Hương Tích
Hương Tích là một động đẹp, trọng tâm của khu du lịch quốc gia Hương Sơn thuộc huyện Mỹ Đức, tỉnh Hà Tây, nay thuộc thành phố Hà Nội, Việt Nam. Động Hương Tích cách Hà Nội gần 70 km về phía Tây Nam.
Trông động như là con rồng chúa đang há miệng vờn ngọc. Tháng ba năm Canh Dần(1770), Chúa Trịnh Sâm từng tham quan động và đặt tên cho động là "Nam Thiên đệ nhất động" tức động đẹp nhất trời Nam. Trong động có pho tượng Phật bà Quan Âm làm bằng đá xanh tạc thời Tây Sơn và các nhũ đá với nhiều hình thù.

## Đường lên động
Động còn có "đường lên trời" và "lối xuống âm phủ". Đường lên trời là một sườn đá dốc càng leo cang cao, lối xuống âm phủ là một cái khe đưa xuống hang sâu dưới đất.

## Không gian động Hương Tích
Động Hương Tích như một cái hàm rồng rộng lớn, thênh thang, hun hút. Bên dưới, bên trên, bên phải, bên trái, cân đối nhau chằn chặn. Hòn thạch nhũ có tên là Đụn Gạo, nằm ở chính giữa, gần lối cửa vào, giống như lưỡi trong miệng rồng. Sâu vào trong cổ họng rồng....
Trong lòng động, nhũ đá trên trần và cả nhũ đá mọc lên từ sàn động đều rất giống với sự vật hiện thực, tưởng như người xưa đã đem những thứ ấy vào đây để thưởng ngoạn, và cất giữ cho muôn đời cho con cháu. Đó là lợn mẹ, lợn con, đụn rơm, đụn gạo, quả bòng trái bưởi, cây bạc, cây vàng, khánh đá, cà sa nhũ Phật...Lại còn có cả dòng sữa mẹ ngày đêm tí tách rơi nhỏ giọt, tặng người vãn cảnh, làm cho lòng hang ẩm mát như được mưa ngoài trời:
"Cửa chùa cách một bước chân
Trong mưa ngoài tạnh như ngăn nửa trời"
Động Hương Tích là đích đến cuối cùng, sau thời gian khá dài leo núi, người hành hương đặt chân vào động như lạc vào cõi bồng lai tiên cảnh. Động gắn liền với rất nhiều bài thơ nổi tiếng:
Đường vào Hương Tích lượn quanh
Nước non gấm dệt, màu xanh phủ màn
Người Niệm Phật, khách tham quan,
Suối thanh tịnh rửa nhẹ nhàng trần duyên...
Động Hương tích đã trở thành nơi thờ phật lớn nhất của di tích Chùa Hương. Nói đến Trẩy hội chùa Hương tức là nói đến chùa trong động này. Chùa có nhiều tượng quý, Đặc biệt là tượng Phật Bà Quan Âm bằng đá xanh, tạc vào thời Tây Sơn Cảnh Thịnh năm thứ hai (1793). Tượng do viên quan võ tên là Nguyễn Huy Nhật cúng tiến. Vào mùa hội tháng giêng, tháng hai hàng năm, động Hương Tích xanh um màn khói hương tỏa ra và rì rào những âm thanh hỗn hợp trầm trầm của khách hành hương.